# Chaco tartomány
Chaco  egyike Argentína 23 tartományának.

## Földrajz
Az ország északi részén helyezkedik el.

## Története
A mai Chaco tartományban 1884-ben jött létre. Számos őshonos nép (guaranik, tobák és mások) máig itt él, helyenként jelentékeny részét adva a lakosságnak,
Chaco tartomány első városa Concepción de Buena Esperanza volt, amely 1585 és 1632 között létezett. Amíg létezett, a kormányzóság egyik legfontosabb városa volt, de végül az indiánok támadásai miatt elhagyták lakosai. A 17. században San Fernando del Río Negro jezsuita misszió működött a mai Resistencia város környékén, de azt is feladták 15 év után.
A 19. század második felében ebben a térségben volt a Hármas Szövetség (1865) háborúja Paraguay ellen. Az argentin csapatok katonai támaszpontot létesítettek San Fernando misszió helyén. Ezt 1876-ban átnevezték, Resistencia lett.
1872-ben szervezték meg Gran Chaco Nemzeti Területet. (Territorio Nacional del Gran Chaco). A mai Chaco tartomány mellett hozzá tartozott a mai Formosa tartomány és olyan területek, amelyek ma Paraguay részei. Ezt a területet 1884-ben közigazgatásilag kettéválasztották és létrehozták Chaco Nemzeti Területet (Territorio Nacional del Chaco).
A XIX. század végén, a XX. század első évtizedeiben a tartományba különböző eredetű emberek vándoroltak be. Volgai németek és mennoniták jöttek Oroszországból, Németországból, Kanadából. Ők (más bevándorlókkal együtt) Chaco barátságtalan vidékét mezőgazdasági tájjá alakították, amely tej- és hústermeléséről híres. A területet 1951-ben szervezték át tartománnyá Eva Perón Tartomány néven. Történelmi nevét 1955-ben kapta vissza, azután, hogy a hadsereg megdöntötte Juan Perón elnök kormányát. A tartomány szavazói azonban a következő választásokon is peronista jelölteket támogattak.
Chaco tartományban kevés volt a műút és nagyon függött a személyvonatok közlekedésétől. Ezért nagyon rosszul érintette a vasúti privatizáció és az azt követő vonalbezárások az 1990-es évek elején. A tartomány 1997-ben befektetett SEFECHA nevű cégbe, amely akkoriban az egyetlen köztulajdonban lévő elővárosi vasúttársaság volt Argentínában. A SEFECHA manapság évente majdnem egymillió utast szállít és hozzájárult a tartomány gyors felépüléséhez a 2002-es válságból.

## Közigazgatás
Kormányzók:
- 2003-2011 Jorge Capitanich

### Megyék

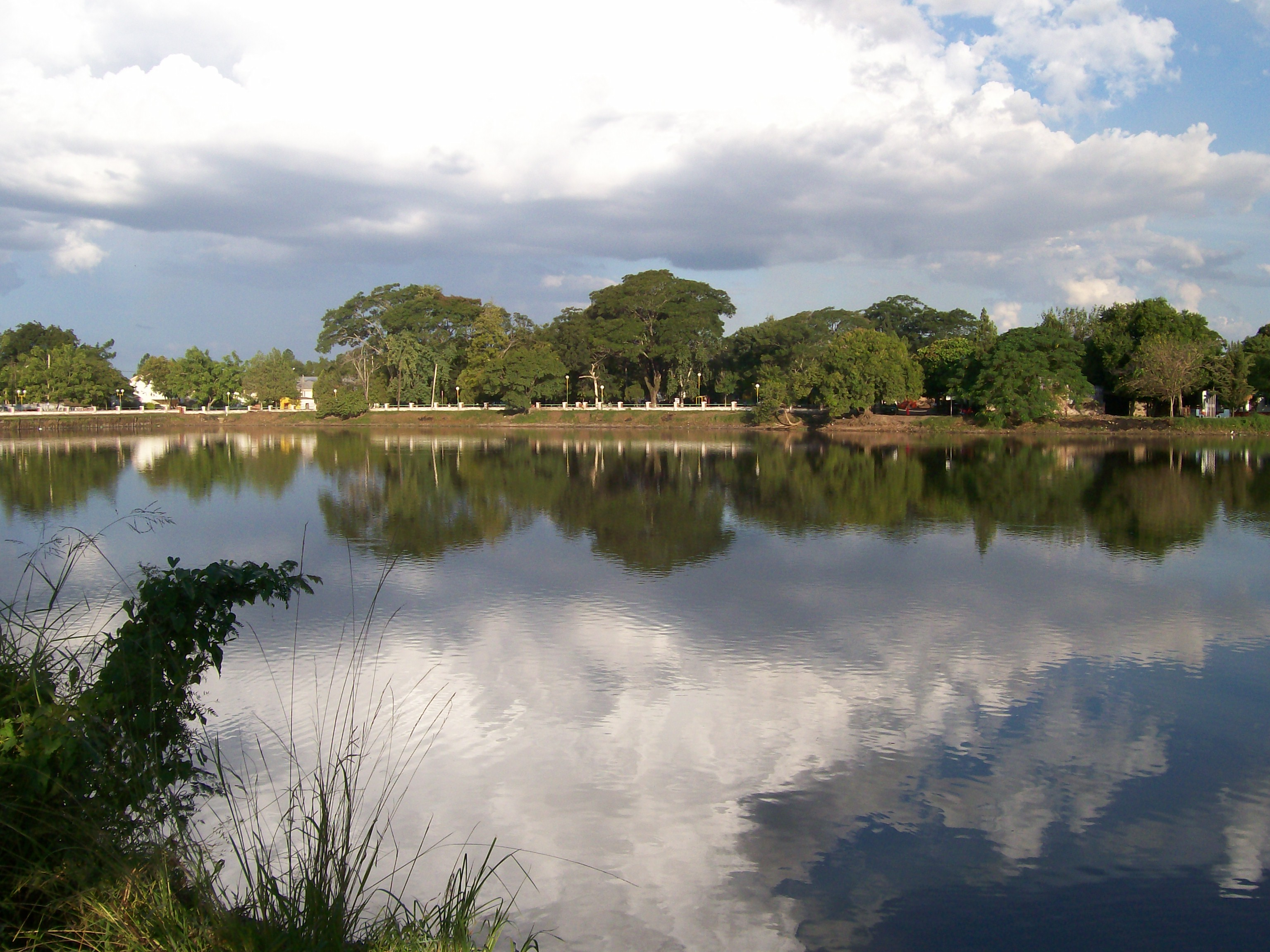
Beligoy tó

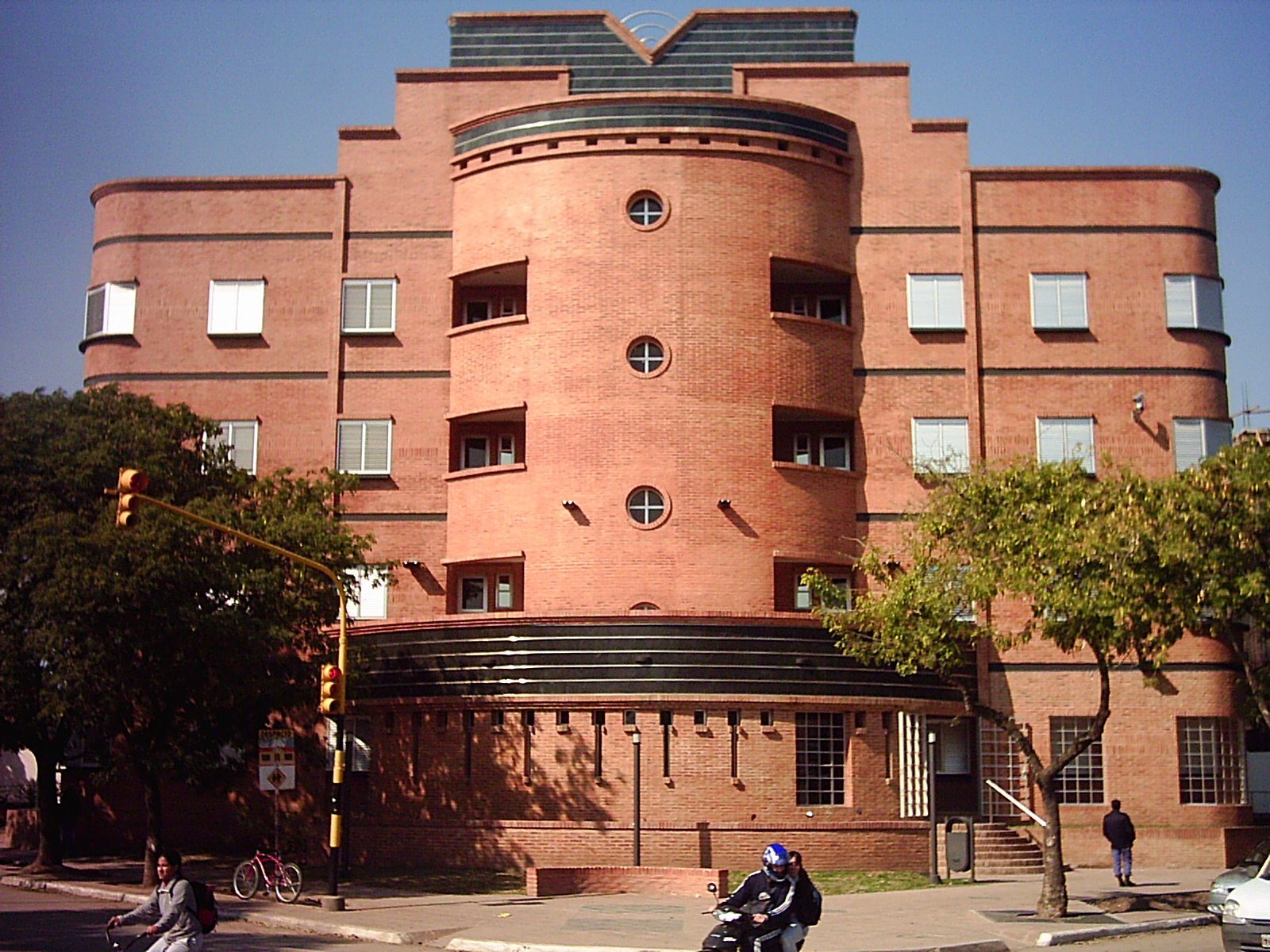
Calacio Justicia Resistencia

1. Almirante Brown (Pampa del Infierno)
2. Bermejo megye (Chaco) (La Leonesa)
3. Chacabuco (Charata)
4. Comandante Fernández (Presidencia Roque Sáenz Peña)
5. Doce de Octubre (General Pinedo)
6. Dos de Abril (Hermoso Campo)
7. Fray Justo Santa María del Oro (Santa Sylvina)
8. General Belgrano (Corzuela)
9. General Donovan (Makallé)
10. General Güemes (Juan José Castelli)
11. Independencia (Campo Largo)
12. Libertad (Puerto Tirol)
13. Libertador General San Martín (General José de San Martín)
14. Maipú (Tres Isletas)
15. Mayor Luis Jorge Fontana (Villa Ángela)
16. Nueve de Julio (Las Breñas)
17. O'Higgins (San Bernardo)
18. Presidencia de la Plaza (Presidencia de la Plaza)
19. Primero de Mayo (Margarita Belén)
20. Quitilipi (Quitilipi)
21. San Fernando (Resistencia)
22. San Lorenzo (Villa Berthet)
23. Sargento Cabral (Colonia Elisa)
24. Tapenagá (Charadai)
25. Veinticinco de Mayo (Machagai)